# 27 (getal)
27 (zevenentwintig) is het natuurlijke getal volgend op 26 en voorafgaand aan 28.

## In de wiskunde
Zevenentwintig is een perfecte derde macht, zijnde 33 = 3 × 3 × 3. Dit is ook noteerbaar als 27 = 3↑↑2 (gebruikmakend van Knuths pijlomhoognotatie). Het is ook een decagonaal getal. Het is het magische resultaat van een priem reciproque magisch vierkant van de meervouden van 1/7. Het is een Smithgetal en een Harshadgetal.

## In natuurwetenschap
- 27 is het atoomnummer van kobalt.

## Overig
27 is ook:
- Het totaal aantal boeken in het Nieuwe Testament.
- Het aantal delen van "Nederlandsche historiën" geschreven door P.C. Hooft.
- Het aantal letters in het Spaanse alfabet.
- De 27 club, de benaming voor een onbepaalde groep van beroemde muzikanten die overleden op 27-jarige leeftijd (zoals Jim Morrison, Jimi Hendrix, Brian Jones, Janis Joplin, Kurt Cobain en Amy Winehouse).
- Het landnummer voor internationale telefoongesprekken naar Zuid-Afrika.
- Het jaar 27 v.Chr., het jaar 27 n.Chr., 1927